# Antonio Cantafora
Antonio Cantafora, znany również pod pseudonimem Michael Coby (ur. 2 lutego 1944 w Crotone, zm. 20 kwietnia 2024 w Rzymie) – włoski aktor.

## Życiorys
Urodził się w Crotone w Kalabrii. Studiował aktorstwo u Alessandro Fersena.
Zadebiutował na ekranie w roli Billa w niskobudżetowym spaghetti westernie Brudni bandyci (El desperado, 1967). Następnie zagrał postać Umberto Calligaricha, lewicowego aktywisty z wyższej klasy średniej w dramacie Krótka miłość (Lo stato d’assedio, 1969) z Joan Collins i Mathieu Carrière. Był ekranowym partnerem Klausa Kinski w spaghetti westernach – I rzekł Pan do Kaina (E Dio disse a Caino..., 1970) w roli Dicka Acombara i Zabójca w czerni (Black Killer, 1971) jako czarny charakter Ramon O’Hara, jeden z trzech braci–bandytów w Tombstone. Mario Bava powierzył jemu rolę Petera Kleista w horrorze Baron krwi (Gli orrori del castello di Norimberga, 1972) u boku Josepha Cottena. Wystąpił jako brat Dominik w komedii erotycznej Dekameron najbardziej zakazany (Mój Boccaccio, bądź cicho) (Decameron proibitissimo (Boccaccio mio statte zitto), 1972) na motywach Dekamerona Giovanniego Boccaccia z Maurizio Merlim. 
W latach 1973–1977 nakręcił serię filmów z Paulem L. Smithem, z którym tworzył parę w celu kopiowania udanych filmów duetu Terence Hill i Bud Spencer. Smith grał postacie podobne do Buda Spencera, podczas gdy Coby dzięki niejasnemu podobieństwu był sobowtórem aktora Terence’a Hilla. Na potrzeby tych filmów przyjął angielsko brzmiący pseudonim Michael Coby.
Wystąpił w dramacie fantastycznonaukowym Dom (La casa, 1976) z Magdą Konopką, dreszczowcu sensacyjnym Tonino Valeriiego Sahara Cross (1977) w roli jednego z techników naftowych na żołdzie potężnej międzynarodowej spółki naftowej z Franco Nero i telewizyjnym dramacie kryminalnym Rai 1 Zimno jak cholera (Freddo da morire, 1982) z Catherine Spaak i Lukiem Merendą. W ekranizacji powieści Jackie Collins Dziwka (The Bitch, 1979) z Joan Collins zagrał rolę włoskiego hazardzisty i oszusta Nico Cantafory. Alberto Lattuada zaangażował go do roli Alberto „Cipri” Antonelliego w dramacie erotycznym Konik polny (La cicala, 1980) z Virną Lisi. W brazylijskim melodramacie Gabriela (Gabriela, Cravo e Canela, 1983) na podstawie modernistycznej powieści Jorge Amado Gabriela, cynamon i goździki z udziałem Sôni Bragi został obsadzony w roli Tonico Bastosa, najlepszego przyjaciela Naciba (Marcello Mastroianni). W horrorze Michaela Winnera Krzyk w ciemnościach (Scream for Help, 1984) pojawił się w scenie w motelu. Po występie jako ojciec Ingrid (Asia Argento) w horrorze Lamberto Bavy Demony 2 (Dèmoni 2... L’incubo ritorna, 1986), zagrał postać pana młodego w komediodramacie fantasy Federico Felliniego Wywiad (Intervista, 1987), a także przyjął rolę kapitana Sallustriego w telewizyjnym dramacie kryminalnym Sergio Sollimy Człowiek przeciwko człowiekowi (Uomo contro uomo, 1987) u boku Christophera Buchholza i Raya Lovelocka. W melodramacie kostiumowym Jerzego Skolimowskiego Wiosenne wody (Acque di primavera, 1989) wystąpił w roli Richtera. Znalazał się w obsadzie miniserialu Rai 1 Rodzina Ricordi (La famiglia Ricordi, 1995), którego reżyserem był Mauro Bolognini. W dreszczowcu Dario Argento Krwawy gracz (Il cartaio, 2003) ze Stefanią Roccą w cielił się w postać zastępcy szefa oddziału piechoty morskiej.
Zmarł 20 kwietnia 2024 w Rzymie na zawał serca w wieku 80 lat.

## Filmografia
- 1967: El desperado jako Bill
- 1967: Il magnaccio
- 1969: Krótka miłość (Lo stato d’assedio) jako Umberto Calligarich
- 1970: I rzekł Pan do Kaina (E Dio disse a Caino...) jako Dick Acombar
- 1970: Ombre roventi
- 1971: Zabójca w czerni (Black Killer) jako Ramon O’Hara
- 1972: Włóż swojego diabła do mojego piekła (Metti lo diavolo tuo ne lo mio inferno) jako Ricciardetto
- 1972: Strzelaj Joe, strzelaj! (Spara Joe... e così sia!) jako Tab
- 1972: Zabójca nagród w Trinità (Un bounty killer a Trinità) jako Pizarro
- 1972: Baron krwi (Gli orrori del castello di Norimberga) jako Peter Kleist
- 1972: Dekameron najbardziej zakazany (Mój Boccaccio, bądź cicho) (Decameron proibitissimo (Boccaccio mio statte zitto)) jako brat Dominik
- 1972: Novelle galeotte d’amore dal Decameron
- 1973: Crash che botte! (Crash! Che botte strippo strappo stroppio) jako Max
- 1973: Szalona sprawa Capo (L’affaire Crazy Capo) jako Antonio Marchesi
- 1973: ...e continuavano a mettere lo diavolo ne lo inferno jako Ricciardo
- 1974: Przeorysza Castro (La badessa di Castro) jako Giulio Frangipane
- 1974: Karambola (Carambola) jako Toby
- 1975: Filozofia Caramboli: W prawej kieszeni (Carambola, filotto... tutti in buca) jako Coby
- 1975: Przyjaciele z konwoju (Simone e Matteo – Un gioco da ragazzi) jako Matteo
- 1975: Nie jesteśmy aniołami (Noi non siamo angeli) jako anioł
- 1975: Diamentowi misjonarze (Il vangelo secondo Simone e Matteo) jako Matteo / Butch
- 1976: Carioca tigre jako Carlo Parodi
- 1976: La casa jako Philip
- 1977: Sahara Cross jako Georges
- 1978: L’enfant de nuit jako hipis Flavio
- 1979: Midnight Blue jako Pier Luigi
- 1979: Baby Love jako młody człowiek
- 1979: Dziwka (The Bitch) jako Nico Cantafora
- 1979: Ponaddźwiękowy supermen (Supersonic Man) jako Paul
- 1980: Konik polny (La cicala) jako Alberto „Cipria” Antonelli
- 1982: Freddo da morire (TV) jako Harry
- 1983: Gabriela (Gabriela, cravo e canela) jako Tonico Bastos
- 1984: Krzyk w ciemnościach (Scream for Help) jako mężczyzna w motelu
- 1986: Demony 2 (Dèmoni 2... L’incubo ritorna) jako ojciec Ingrid
- 1987: Odwaga mówienia (Il coraggio di parlare) jako kapral
- 1987: Wywiad (Intervista) jako małżonek
- 1987: Człowiek przeciwko człowiekowi (Uomo contro uomo, TV) jako kapitan Sallustri
- 1988: Dowódca (Der Commander) jako Nick De Carlo
- 1988: Donna d’ombra jako Vincenzo
- 1989: Wiosenne wody (Acque di primavera) jako Richter
- 1990: Święta Bożego Narodzenia 90 (Vacanze di Natale ’90) jako Pippo
- 1990: Il ritorno del grande amico jako Carlo, właściciel baru
- 1991: ...Se non avessi l’amore (TV) jako pracownik
- 1992: W moim pokoju (In camera mia) jako Mannari
- 1993: Giovanni Falcone jako Totuccio Inzerillo
- 1994: Szansa (La chance) jako Totò
- 1996: A spasso nel tempo jako Giacomo Casanova
- 1997: Markiza (Marquise)
- 1997: Il decisionista jako
- 1999: Buck i magiczna bransoletka (Buck and the Magic Bracelet) jako sierżant O’Connor
- 1999: Opowieść o ojcu chrzestnym (Bonanno: A Godfather’s Story, TV) jako Stefano Maggadino
- 2003: Krwawy gracz (Il cartaio) jako zastępca szefa oddziału Marini
- 2003–2004: Elisa z Rivombrosy (Elisa di Rivombrosa, TV)
- 2007: Wicekrólowie (I Viceré)
- 2018: Uno di famiglia jako Cicciuzzo